# Örménykút
Örménykút é um município da Hungria, situado no condado de Békés. Tem 54,56 km² de área e sua população em 2015 foi estimada em 362 habitantes.